# Championnat d'Écosse de rugby à XV
Le Championnat d'Écosse de rugby à XV, appelé Scottish Premiership ou Tennents Premiership, du nom de son sponsor principal, est la compétition principale du rugby de clubs rugby à XV écossais. Il se compose de trois divisions (Division 1, Division 2, Division 3) de dix clubs et est régie par un système de montées et de descentes. Le tenant du titre de la Division 1 est le Currie RFC, sacré pour la troisième fois en 2024. 

## Historique
Jusqu'en 1972-73, il n'y a pas de championnat organisé, comme en France par exemple. La peur de voir la pureté du rugby à XV se dissoudre dans des affrontements toujours plus âpres et l'éthique amateur disparaître à cause d'équipes prêtes à tout faire pour gagner ou ne pas perdre, comme débaucher des joueurs d'un autre club voire les payer, rend les dirigeants très méfiants. Les clubs écossais participent toutefois à un championnat officieux. Comme leurs homologues gallois et anglais, ils jouent un nombre de matches variant d'une année sur l'autre et d'un club à l'autre, avec des affrontements traditionnels annuels, certains affrontant les meilleurs, certains ayant des calendriers plus faibles que les autres. En fin de saison, les journaux établissent un classement difficile à comprendre et qui n'a guère de valeur.
La fédération écossaise (Scottish Rugby Union, SRU) décide alors de réorganiser le fonctionnement de ses compétitions, devenant ainsi la première des îles Britanniques à franchir le Rubicon du championnat. À compter de la saison 1973-74, les clubs sont répartis dans six divisions avec un système de promotion et de relégation entre les niveaux. Ce nouveau plan convient aux clubs « civils », mais les équipes représentant des clubs d'anciens élèves (de nombreux noms de clubs comportent les initiales FP, c'est-à-dire Former Pupils ou « anciens élèves »), très répandus en Écosse, doivent abandonner leur mode de recrutement exclusif pour s'ouvrir eux aussi afin de demeurer compétitifs. Ceux qui résistent déclinent inexorablement.
Conséquence directe de l'apparition de cette élite, l'équipe nationale d'Écosse peut compter sur un nombre respectable de très bons joueurs, ce qui lui permet de redevenir compétitive au niveau international. En outre, l'Écosse n'a plus besoin d’aller chercher des joueurs en Angleterre, ce qu'elle fait très fréquemment jusque-là.
À la suite de la disparition d'une franchise participant à la Coupe d'Europe (Border Reivers), deux clubs supplémentaires ont intégré le championnat en 2007.

## Clubs de l'édition 2024-2025
| Club                 | Ville       |
| -------------------- | ----------- |
| Ayr RFC              | Ayr         |
| Currie RFC           | Balerno     |
| Edinburgh Academical | Édimbourg   |
| Glasgow Hawks RFC    | Glasgow     |
| Hawick RFC           | Hawick      |
| Heriot's RC          | Édimbourg   |
| Marr RFC             | Troon       |
| Kelso RFC            | Kelso       |
| Melrose RFC          | Melrose     |
| Musselburgh RFC      | Musselburgh |
| Selkirk RFC          | Selkirk     |
| Watsonians RFC       | Édimbourg   |

## Palmarès
Le titre de l’élite revient très souvent aux équipes des Borders, la région du sud qui borde l’Angleterre : Hawick RFC, Melrose RFC, Gala RFC et Kelso RFC ont ramené 24 des 37 titres mis en jeu dans leurs petits villages. Toutefois, nombre d'entre eux ont disparu de l'élite (Kelso RFC, Jed-Forest RFC, Gala RFC, tandis que Selkirk RFC est passé en 2e division), seuls Hawick et Melrose sont capables de se maintenir en première division. Depuis 2003, le titre leur échappe au profit de clubs des grandes villes, Glasgow et Édimbourg. Les Glasgow Hawks ont ainsi gagné le titre trois fois d’affilée (2004-2006), tandis que Currie RFC et Boroughmuir RFC, clubs d'Édimbourg, se sont imposés en 2007 et 2008. Melrose revient sur le devant de la scène en remportant deux éditions consécutivement en 2011 et 2012.
| - 1974 : Hawick RFC - 1975 : Hawick RFC - 1976 : Hawick RFC - 1977 : Hawick RFC - 1978 : Hawick RFC - 1979 : Heriot's RC - 1980 : Gala RFC - 1981 : Gala RFC - 1982 : Hawick RFC - 1983 : Gala RFC - 1984 : Hawick RFC | - 1985 : Hawick RFC - 1986 : Hawick RFC - 1987 : Hawick RFC - 1988 : Kelso RFC - 1989 : Kelso RFC - 1990 : Melrose RFC - 1991 : Boroughmuir RFC - 1992 : Melrose RFC - 1993 : Melrose RFC - 1994 : Melrose RFC - 1995 : Stirling County RFC | - 1996 : Melrose RFC - 1997 : Melrose RFC - 1998 : Watsonians RFC - 1999 : Heriot's RC - 2000 : Heriot's RC - 2001 : Hawick RFC - 2002 : Hawick RFC - 2003 : Boroughmuir RFC - 2004 : Glasgow Hawks RFC - 2005 : Glasgow Hawks RFC - 2006 : Glasgow Hawks RFC | - 2007 : Currie RFC - 2008 : Boroughmuir RFC - 2009 : Ayr RFC - 2010 : Currie RFC - 2011 : Melrose RFC - 2012 : Melrose RFC - 2013 : Ayr RFC - 2014 : Melrose RFC - 2015 : Heriot's RC - 2016 : Heriot's RC - 2017 : Ayr RFC | - 2018 : Melrose RFC - 2019 : Ayr RFC - 2020 : Annulé - 2021 : Annulé - 2022 : Marr RFC - 2023 : Hawick RFC - 2024 : Currie RFC |

## Palmarès par club
| Club                | Titre(s) | Premier(s) - Dernier(s) |
| ------------------- | -------- | ----------------------- |
| Hawick RFC          | 13       | 1973-2023               |
| Melrose RFC         | 10       | 1990-2018               |
| Heriot's RC         | 5        | 1979-2016               |
| Ayr RFC             | 4        | 2009-2019               |
| Gala RFC            | 3        | 1980-1983               |
| Glasgow Hawks RFC   | 3        | 2004-2006               |
| Boroughmuir RFC     | 3        | 1990-2008               |
| Currie RFC          | 3        | 2007-2024               |
| Kelso RFC           | 2        | 1988-1989               |
| Stirling County RFC | 1        | 1995                    |
| Watsonians RFC      | 1        | 1998                    |